# شركة فواز عبد العزيز الحكير وشركاه
شركة فواز عبد العزيز الحكير (سينومي ريتيل) وشركاه هي شركة مساهمة سعودية مدرجة في سوق الأسهم السعودي، تأسست في مدينة الرياض عام 1990 برأس مال قدره 300 ألف ريال، وفي عام 2006 تحولت الشركة إلى مساهمة عامة وتم إدراج أسهمها بالسوق السعودي وتمتلك عائلة الحكير ما يعادل 70% من أسهم الشركة.
وتتمثل أغراض الشركة الرئيسية في تجارة الجملة والتجزئة في الملابس الجاهزة والأحذية لعدد من الماركات العالمية مثل لاسينزا كامايو برومود منسون وادلس وتزاول الشركة نشاطاتها في كل من المملكة العربية السعودية ومصر والأردن وكازاخستان وأذربيجان، بلغ عدد متاجرها عام 2013 1436 متجر.